# Flintshire
Flintshire (wal. Sir y Fflint) – hrabstwo w północnej Walii. Graniczy od południa z hrabstwem Denbighshire i hrabstwem miejskim Wrexham, a od wschodu z hrabstwem Cheshire w Anglii. Ośrodkiem administracyjnym jest Mold.

## Miejscowości
Na terenie hrabstwa znajdują się następujące miejscowości (w nawiasach liczba ludności w 2011):

- Buckley (19 639)
- Shotton (16 775)
- Connah’s Quay (16 774)
- Flint (14 907)
- Mold (10 058)
- Holywell (9808)
- Sandycroft (6724)
- Broughton (5974)
- Hope (4284)
- Penyffordd (3554)
- Leeswood (2282)
- Deeside Industrial Park (2134)
- Soughton (1710)
- Higher Kinnerton (1697)
- Mostyn (1606)
- Northrop Hall (1530)
- Treuddyn (1360)
- Walwen (1336)
- Gwernymynydd (1141)
- Pentre Halkyn (1094)
- Gronant (1075)
- Northop (1001)
- Caerwys (950)
- Gwernaffield-y-Waun (905)
- New Brighton (838)
- Pantymwyn (829)
- Pen-y-ffordd (748)
- Trelogan (671)
- Flint Mountain (670)
- Lixwm (610)
- Rhosesmor (575)
- Rhydymwyn (537)
- Sydallt (422)
- Gorsedd (391)
- Talacre (347)
- Gwespyr (183)